# Rhinopalpa polynice
Rhinopalpa polynice är en fjärilsart som beskrevs av Pieter Cramer 1780. Rhinopalpa polynice ingår i släktet Rhinopalpa och familjen praktfjärilar. Inga underarter finns listade.

## Bildgalleri

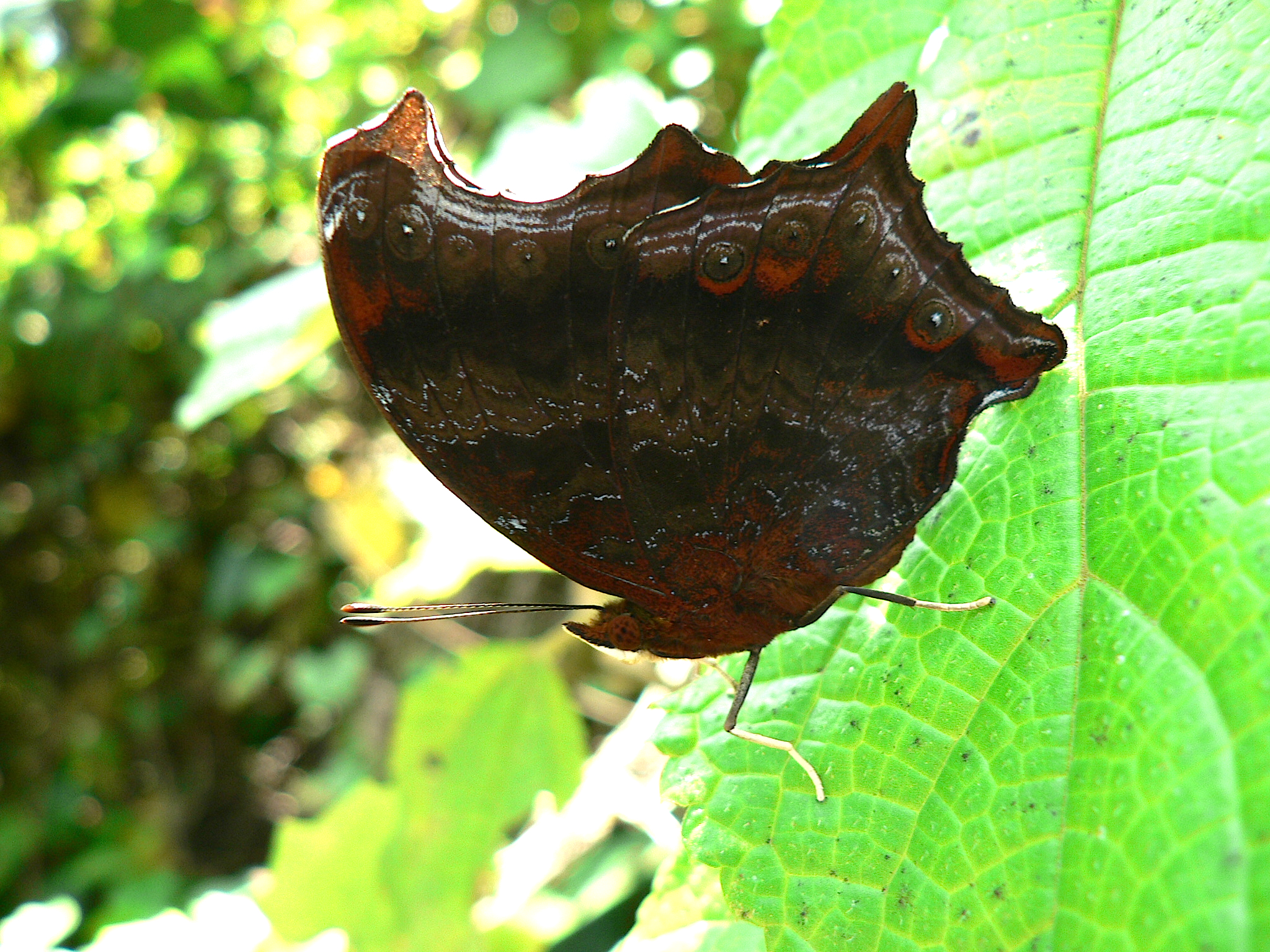
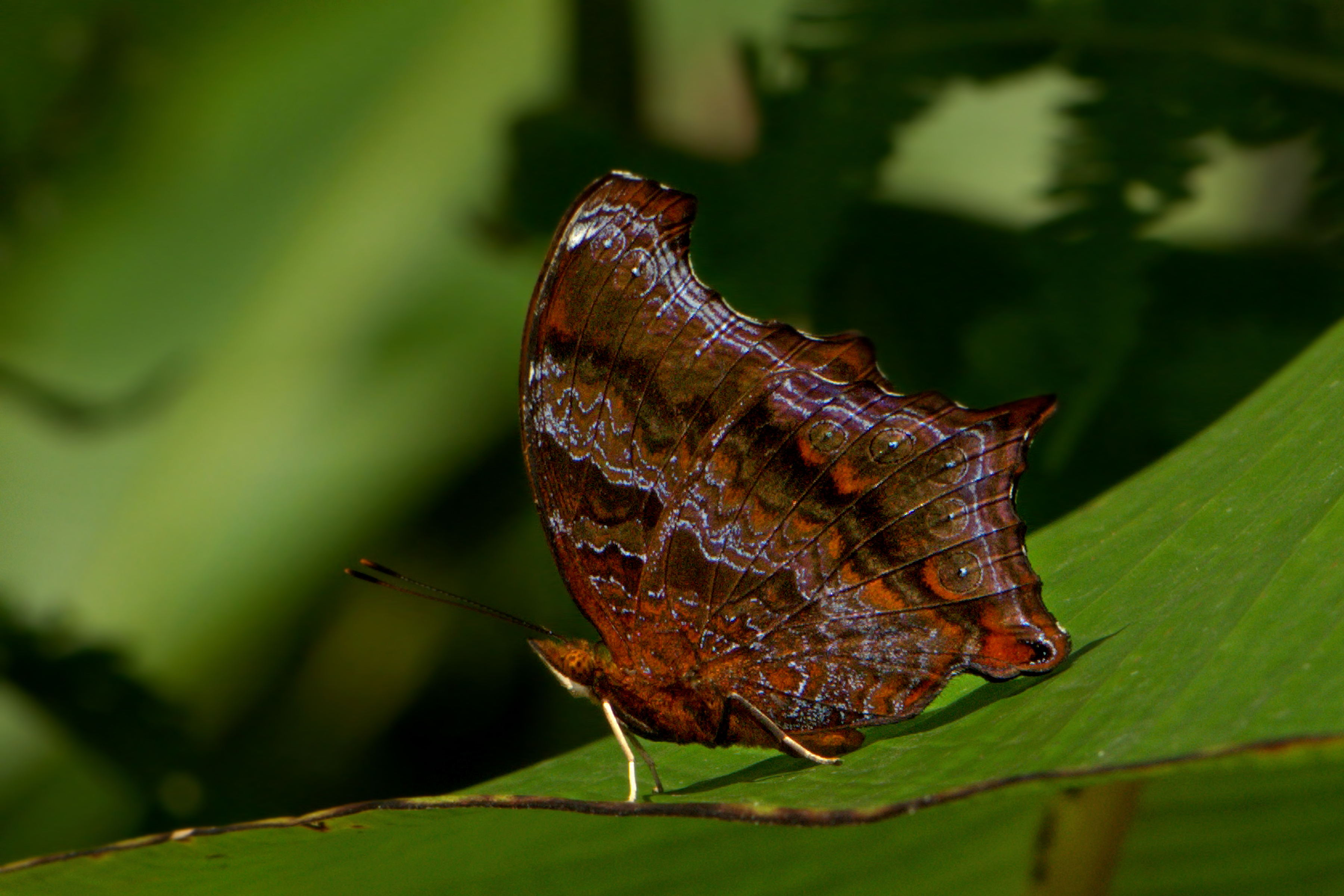
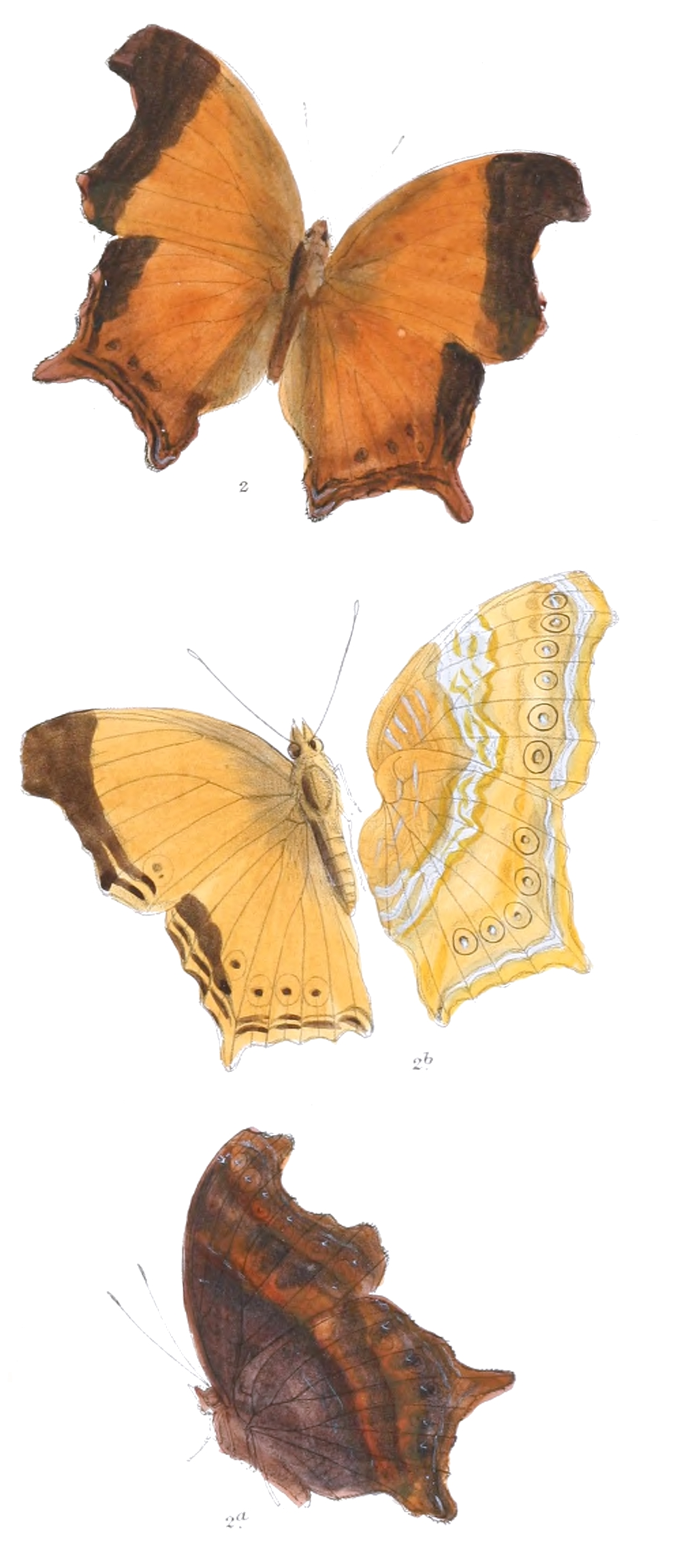